# フェラーリ・F2001
フェラーリF2001 (Ferrari F2001) は、スクーデリア・フェラーリが2001年のF1世界選手権参戦用に開発したフォーミュラ1カー。2001年の開幕戦から最終戦まで実戦投入された。フェラーリとしてのコードナンバーは652。
2001年最終戦（ミハエル・シューマッハのみ）から2002年第3戦（ルーベンス・バリチェロのみ）まではF2001Bが実戦投入された。

## F2001
2000年シーズンにおいて、ミカ・ハッキネンとマクラーレンを下してタイトルを獲得という接戦を制したフェラーリは、F1-2000を新レギュレーションにあわせて発展させる形をとった。
F2001で特徴的なのは、先端の垂れたスラントノーズや、中央部が穏やかに下がっているフロントウイングである。この年、レギュレーション改正でフロントウイング左右部分の最低地上高が引き上げられた。フェラーリは規定外の中央部を低く設定し、左右に向けて緩やかに持ち上げていく形状とした。それを支えるノーズはF1-2000とは対照的に先端の位置が低くされた。ただし、モノコック先端はF1-2000同様高く持ち上げられており、ノーズコーンより前が急激に下垂する格好だった。これらのデザインはこの後、各チームに模倣されていった。
シューマッハは開幕2連勝で前年からの連勝を6まで伸ばした。最大のライバルであったハッキネンの不運もあり、17戦中9勝、11ポールポジションという成績で、4戦を残して早々とダブルタイトルを決めてしまった。一方、チームメイトのバリチェロは1勝も挙げられず、ランキング3位となった。

### スペック

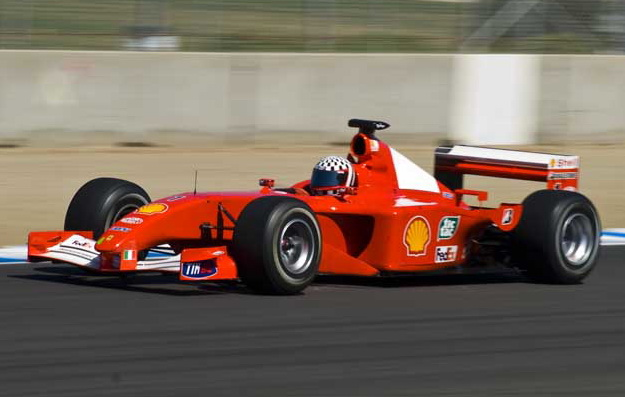
F2001（2008年ラグナ・セカにて撮影）

#### シャーシ
- シャーシ名 F2001(652)
- 全長 4,445 mm
- 全幅 1,796 mm
- 全高 959 mm
- ホイールベース 3,010 mm
- 前トレッド 1,450 mm
- 後トレッド 1,405 mm
- クラッチ ザックス・AP
- ブレーキキャリパー ブレンボ
- ブレーキディスク・パッド ブレンボ
- ホイール BBS
- タイヤ ブリヂストン
- ギアボックス 7速＋リバース1速セミオートマチック/チタン・カーボンファイバー製ケーシング
- 重量 605kg

#### エンジン
- エンジン名 Tipo050
- 気筒数・角度 V型10気筒・90度
- 排気量 2,998cc
- スパークプラグ NGK
- 燃料・潤滑油 シェル

### 結果
| 年   | No. | ドライバー   | 1   | 2   | 3   | 4   | 5   | 6   | 7   | 8   | 9   | 10  | 11  | 12  | 13  | 14  | 15  | 16  | 17  | ポイント | ランキング |
| 年   | No. | ドライバー   | AUS | MAL | BRA | SMR | ESP | AUT | MON | CAN | EUR | FRA | GBR | GER | HUN | BEL | ITA | USA | JPN | ポイント | ランキング |
| ---- | --- | ------------ | --- | --- | --- | --- | --- | --- | --- | --- | --- | --- | --- | --- | --- | --- | --- | --- | --- | -------- | ---------- |
| 2001 | 1   | シューマッハ | 1   | 1   | 2   | Ret | 1   | 2   | 1   | 2   | 1   | 1   | 2   | Ret | 1   | 1   | 4   | 2   | 1   | 179      | 1位        |
| 2001 | 2   | バリチェロ   | 3   | 2   | Ret | 3   | Ret | 3   | 2   | Ret | 5   | 3   | 3   | 2   | 2   | 5   | 2   | 15  | 5   | 179      | 1位        |

- 太字はポールポジション、斜字はファステストラップ。
- コンストラクターズチャンピオン獲得（9勝 11PP 3FL、F2001Bでの結果含む）
- ミハエル・シューマッハ　ドライバーズタイトル獲得（9勝 11PP 3FL、F2001Bでの結果含む）
- ルーベンス・バリチェロ　ドライバーズランキング3位（予選最高位2位3回 決勝最高位2位5回）

## F2001B
フェラーリはF2001の強さに確信を持っており、2002年シーズンの序盤も使用できると踏んだ。そこで2002年に施行される、クラッシュテストの基準値強化のレギュレーションに対応させ、軽量化を施したF2001B(214)を2001年最終戦の日本GPで出走させた（ただしシューマッハのみ）。
2002年シーズンに向けて開発されたF2002は革新的なマシンであったため、信頼性確保に時間を割くため、ヨーロッパラウンドが開幕する第4戦からデビューする予定だった。2002年開幕戦はシューマッハがF2001Bで制したが、第2戦のマレーシアGPでウィリアムズ・BMWの1-2フィニッシュを許してしまい、第3戦ブラジルGPから急遽シューマッハのみF2002を投入することとなった。

### スペック

#### シャーシ
- シャーシ名 F2001B
- 全長 4,445 mm
- 全幅 1,796 mm
- 全高 959 mm
- ホイールベース 3,010 mm
- 前トレッド 1,450 mm
- 後トレッド 1,405 mm
- クラッチ ザックス・AP
- ブレーキキャリパー ブレンボ
- ブレーキディスク・パッド ブレンボ
- ホイール BBS
- タイヤ ブリヂストン
- ギアボックス 7速＋リバース1速セミオートマチック/チタン・カーボンファイバー製ケーシング
- 重量 605kg

#### エンジン
- エンジン名 Tipo050D
- 気筒数・角度 V型10気筒・90度
- 排気量 2,997cc
- スパークプラグ NGK
- 燃料・潤滑油 シェル

### 結果
| 年   | No. | ドライバー   | 1   | 2   | 3   | 4   | 5   | 6   | 7   | 8   | 9   | 10  | 11  | 12  | 13  | 14  | 15  | 16  | 17  | ポイント | ランキング |
|      |     |              | AUS | MAL | BRA | SMR | ESP | AUT | MON | CAN | EUR | FRA | GBR | GER | HUN | BEL | ITA | USA | JPN |          |            |
| ---- | --- | ------------ | --- | --- | --- | --- | --- | --- | --- | --- | --- | --- | --- | --- | --- | --- | --- | --- | --- | -------- | ---------- |
| 2001 | 1   | シューマッハ |     |     |     |     |     |     |     |     |     |     |     |     |     |     |     |     | 1   | 179      | 1位        |
| 2001 | 2   | バリチェロ   |     |     |     |     |     |     |     |     |     |     |     |     |     |     |     |     |     | 179      | 1位        |
|      |     |              | AUS | MAL | BRA | SMR | ESP | AUT | MON | CAN | EUR | GBR | FRA | GER | HUN | BEL | ITA | USA | JPN |          |            |
| 2002 | 1   | シューマッハ | 1   | 3   |     |     |     |     |     |     |     |     |     |     |     |     |     |     |     | 221*     | 1位        |
| 2002 | 2   | バリチェロ   | Ret | Ret | Ret |     |     |     |     |     |     |     |     |     |     |     |     |     |     | 221*     | 1位        |

- 太字はポールポジション、斜字はファステストラップ。
- 2001年：10ポイント獲得、2002年：14ポイント獲得。
- ミハエル・シューマッハ　2勝 2PP（2001年結果含む）
- ルーベンス・バリチェロ　1PP 完走なし